# جيرارد ليونز
جيرارد ليونز (بالإنجليزية: Gerard Lyons)‏ هو كاتب واقتصادي بريطاني، ولد في 31 مارس 1961 في كيلبيرن ‏ في المملكة المتحدة.